# Ice Memory
 (février 2024).
La mise en forme du texte ne suit pas les recommandations de Wikipédia : il faut le « wikifier ».
Les points d'amélioration suivants sont les cas les plus fréquents. Le détail des points à revoir est peut-être précisé sur la page de discussion.
- Les titres sont pré-formatés par le logiciel. Ils ne sont ni en capitales, ni en gras.
- Le texte ne doit pas être écrit en capitales (les noms de famille non plus), ni en gras, ni en italique, ni en « petit »…
- Le gras n'est utilisé que pour surligner le titre de l'article dans l'introduction, une seule fois.
- L'italique est rarement utilisé : mots en langue étrangère, titres d'œuvres, noms de bateaux, etc.
- Les citations ne sont pas en italique mais en corps de texte normal. Elles sont entourées par des guillemets français : « et ».
- Les listes à puces sont à éviter, des paragraphes rédigés étant largement préférés. Les tableaux sont à réserver à la présentation de données structurées (résultats, etc.).
- Les appels de note de bas de page (petits chiffres en exposant, introduits par l'outil «  Source ») sont à placer entre la fin de phrase et le point final[comme ça].
- Les liens internes (vers d'autres articles de Wikipédia) sont à choisir avec parcimonie. Créez des liens vers des articles approfondissant le sujet. Les termes génériques sans rapport avec le sujet sont à éviter, ainsi que les répétitions de liens vers un même terme.
- Les liens externes sont à placer uniquement dans une section « Liens externes », à la fin de l'article. Ces liens sont à choisir avec parcimonie suivant les règles définies. Si un lien sert de source à l'article, son insertion dans le texte est à faire par les notes de bas de page.
- La présentation des références doit suivre les conventions bibliographiques. Il est recommandé d'utiliser les modèles {{Ouvrage}}, {{Chapitre}}, {{Article}}, {{Lien web}} et/ou {{Bibliographie}}. Le mode d'édition visuel peut mettre en forme automatiquement les références.
- Insérer une infobox (cadre d'informations à droite) n'est pas obligatoire pour parachever la mise en page.

Pour une aide détaillée, merci de consulter Aide:Wikification.
Si vous pensez que ces points ont été résolus, vous pouvez retirer ce bandeau et améliorer la mise en forme d'un autre article.
 (février 2024).
Il peut être nécessaire de l'améliorer pour respecter le principe de neutralité de point de vue. Veuillez consulter la page de discussion pour plus de détails.

Ice Memory est une initiative internationale visant à constituer une carothèque ː la première bibliothèque mondiale d'archives de glaces en Antarctique, afin de préserver ce patrimoine scientifique inestimable pour les générations à venir, qui pourront obtenir encore plus de données à partir de ces échantillons avec des techniques du futur.
En 2015, le projet Ice Memory démarre avec la rencontre de Jérôme Chappellaz - CNRS - EPFL, Patrick Ginot - IRD (IGE/ UGA -CNRS-IRD-G-INP) et Carlo Barbante (CNR/ Ca'Foscari Univ. of Venise) pour mener des expéditions de forages des glaciers menacés par le changement climatique dans le monde entier et sauvegarder les données présentes dans la glace.
Selon le rapport de l'UNESCO et de l'UICN «World Heritage Glaciers: les sentinelles du climat» annonçant qu'environ 30 % des glaciers reconnus comme sites du patrimoine mondial disparaîtront d'ici 2050 et 50 % d'ici 2100 sans réduction drastique et immédiate des gaz à effet de serre, l'initiative Ice Memory a été décrite comme urgente et significative pour le bien-être de l'humanité et reconnue par l'UNESCO en 2017.
En effet, de précédentes recherches en glaciologie menées notamment par Claude Lorius , premier mécène de Ice Memory, Dominique Raynaud et Jean Jouzel, visaient à prouver le lien entre concentration atmosphérique de gaz à effet de serre et changement climatique en étudiant des carottes de glace.
Ces informations scientifiques emprisonnées dans la glace – synthétisées et mises en évidence par le Groupe d’experts intergouvernemental sur l’évolution du climat – constituent un élément utile dans les décisions cruciales sur la manière de façonner la politique environnementale et climatique internationale.

## Histoire
Depuis ses débuts en 2015, le projet Ice Memory a mené neuf expéditions de forages en France, Italie, Suisse, Bolivie, Russie et Norvège (Svalbard).
- en 2016 au Col du Dôme / France, l'équipe a collecté 3 carottes de glace de 128 m de long récupérant plus de 200 ans d'histoire de la planète
- en 2017 à Illimani / Bolivie, l'équipe a collecté 2 carottes de glace de 137 et 134 m de longueur récupérant 18 000 ans d'histoire de la planète,
- en 2018 à Belukha / Russie, l'équipe a collecté 2 carottes de glace de 160 et 106 m de longueur
- en 2018 à Elbrus / Russie, l'équipe a collecté 2 carottes de glace de 150 et 120 m de longueur récupérant plus de 500 ans d'histoire de la planète
- en 2020 au Grand Combin / Suisse, l'équipe a collecté 3 carottes de glace de 16, 18 et 26 m de longueur
- en 2021 au Mont Rose / Italie, l'équipe a collecté 3 carottes de glace de 130 m de long récupérant 300 à 400 ans d'histoire de la planète
- en 2022 au Kilimandjaro /Tanzanie, l'équipe n'a pas pu accéder au sommet pour des questions diplomatiques
- en 2023 à Svalbard / Norvège, l'équipe a collecté 3 carottes de glace de 74 m de long récupérant 300 à 400 ans d'histoire de la planète [6]
- en 2023 à Colle del Lys / Italie, l'équipe a collecté 2 carottes de glace de 105 et 106 m de longueur récupérant 150-200 ans d'histoire de la planète

## Feuille de route des forages Ice Memory
L'objectif de l'Ice Memory Foundation est d'échantillonner 20 glaciers en 20 ans afin que les générations futures de scientifiques aient accès à des carottes de glace intactes et de haute qualité pour poursuivre leurs recherches et disposer de données leur permettant de comprendre le climat de la Terre.
À partir de 2025, la Ice Memory Foundation stockerait des échantillons de glaciers d’Europe, de Bolivie et d’Eurasie-Russie en Europe, en attendant que le stockage en Antarctique soit finalisé.
Cofondateur de la Fondation Ice Memory, Jérome Chappellaz indique que les équipes collecteront de la glace sur d'autres sites, notamment les montagnes Rocheuses (Canada/États-Unis), le plateau de l'Himalaya (Tadjikistan, Pakistan, Chine), le plateau des Andes (Pérou, Argentine), l'île Heard. (Australie), dès que possible, face à l'accélération de la fonte.

## Un sanctuaire en Antarctique
Les carottes de glace du patrimoine Ice Memory seront sauvegardées pendant des siècles en Antarctique. Un sanctuaire dédié sera construit à la station franco-italienne Concordia, une station internationale sur le plateau antarctique qui permet un stockage naturel à -50°C.
Les premiers tests de la grotte ont été gérés conjointement par l'Institut polaire français Paul-Émile-Victor et le PNRA . La première grotte devrait être disponible pour les premiers noyaux Ice Memory en 2025. Situé à proximité de la station Concordia, le site d'entreposage couvrira une superficie équivalente à une vingtaine de conteneurs de 20 pieds, soit environ 300 m2.
Malgré la complexité supplémentaire du transport des carottes de glace vers l'Antarctique, ce choix permettra une conservation à long terme des échantillons par stockage naturel sans consommation d'énergie nécessaire à la réfrigération protégeant ainsi les précieux échantillons de tout risque de rupture de la chaîne du froid (problèmes techniques, crise économique, conflit, actes de terrorisme, etc.).
Un accès difficile aux échantillons, combiné à une logistique antarctique restrictive empêchera une utilisation excessive des carottes. Enfin, le stockage dans une région polaire géré via le Traité sur l'Antarctique évite les revendications territoriales car celles-ci sont gelées, comme l'ont signé les grandes nations de la planète.

## Fondation Ice Memory
La Fondation Ice Memory a été officiellement créée par sept grandes institutions scientifiques françaises, italiennes et suisses en 2021 : le CNRS, l'IRD, l'Université Grenoble Alpes et l'Institut polaire français (IPEV) en France ; le Conseil national italien de la recherche (CNR) et l'Université Ca' Foscari de Venise en Italie ; et l'Institut Paul Scherrer (PSI) en Suisse et est abrité par la Fondation Université Grenoble Alpes.
Localisée en France à l'Université Grenoble Alpes, la Fondation vise à collecter, sauvegarder et gérer les carottes de glace de certains glaciers du monde en train de fondre, avec les informations qu'elles fourniront pour les décennies et les siècles à venir.

## Gouvernance internationale à long terme
Le Président d'Honneur de la Fondation Ice Memory est Son Altesse Sérénissime le Prince Albert II de Monaco .
La gouvernance de la Fondation est internationale, avec des membres de France, d'Italie, de Suisse, de Chine et des États-Unis, dont deux anciens vice-présidents du Groupe d'experts intergouvernemental sur l'évolution du climat (GIEC), Qin Dahe et Jean Jouzel.
Une gouvernance à long terme au cours des prochains siècles, garantissant la préservation et la bonne utilisation de ce patrimoine de l'humanité, est étudiée en coopération avec les institutions internationales, notamment l'UNESCO et le Système du Traité sur l'Antarctique (ATCM ).
En 2023, lors du One Planet Polar Summit à Paris, la Chaire Droit et Gouvernance de Ice Memory a été lancée pour établir des propositions visant à combler les vides juridiques existants et proposer un cadre juridique pour le développement du patrimoine de Ice Memory.

## Les références
1. ↑  Lancement international du projet intitulé « Ice Memory, UNESCO »
2. ↑  « Mémoires de glace », sur CNRS Le journal (consulté le 13 février 2024)
3. ↑  l'initiative Ice Memory a été décrite comme urgente et significative pour le bien-être de l'humanité et reconnue par l'UNESCO en 2017.
4. ↑  Claude Lorius sur FranceCulture
5. ↑  Le projet Ice Memory, Reportage France Info
6. ↑  Expédition Svalbard avec le CNRS
7. ↑  L'objectif de l'Ice Memory Foundation est d'échantillonner 20 glaciers en 20 ans, sur FranceTV
8. ↑  Jérôme Chappellaz, Co-fondateur de la Fondation Ice Memory sur Europe1
9. ↑  Les carottes de glace du patrimoine Ice Memory seront sauvegardées pendant des siècles en Antarctique, Le Figaro
10. ↑  Création de la Chaire Droit et Gouvernance de Ice Memory, UGA